# Bussy (Oise)
Pour les articles homonymes, voir Bussy.
Bussy est une commune française située dans le département de l'Oise en région Hauts-de-France.

## Géographie

### Description

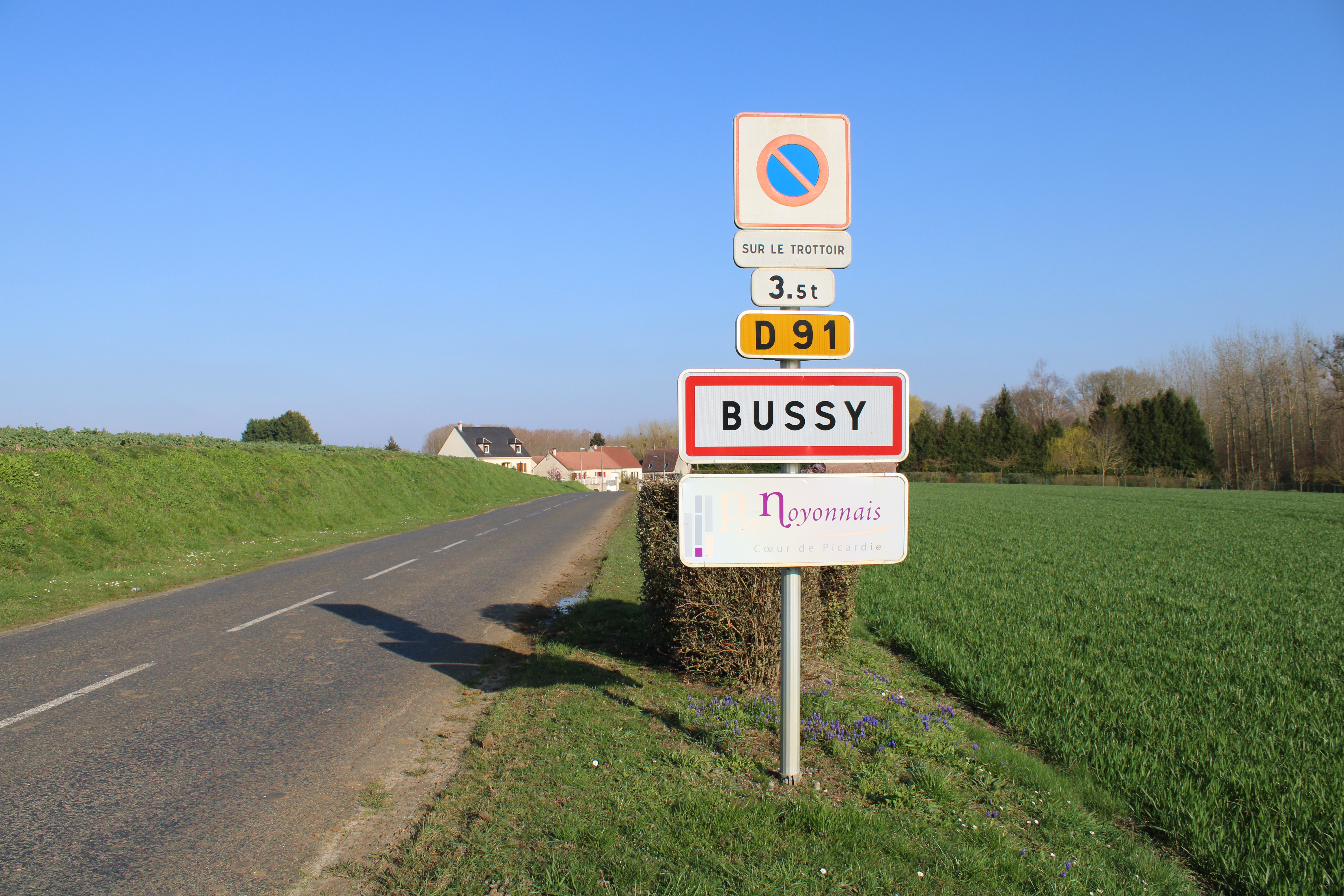
L'entrée du village.

Bussy est  aisément accessible par les anciennes routes nationales RN 334 et RN 32 (actuelles RD 934 et 932).
Le territoire communal était décrit au milieu du XIXe siècle comme constitué d'une « plaine bornée par quelques mamelons, et qu'arrosent les eaux de la Verse et de la Mêve ».

### Communes limitrophes
Les communes limitrophes sont  Beaurains-lès-Noyon, Campagne, Catigny, Crisolles, Frétoy-le-Château, Genvry, Muirancourt et Sermaize.

### Hydrographie

#### Réseau hydrographique
La commune est située dans le bassin Seine-Normandie. Elle est drainée par la Verse, la Mève, le fossé 04 de la commune de Muirancourt et divers bras de la verse,,.
La Verse coule dans l'est de la commune. D'une longueur de 23 km, elle prend sa source dans la commune de Ugny-le-Gay et se jette  dans l'Oise (rive gauche) à Sempigny, après avoir traversé 15 communes. Les caractéristiques hydrologiques de la Verse sont données par la station hydrologique située sur la commune de Noyon. Le débit moyen mensuel est de 0,693 m3/s. Le débit moyen journalier maximum est de 4,58 m3/s, atteint lors de la crue du 4 mars 2024. Le débit instantané maximal est quant à lui de 4,82 m3/s, atteint le même jour.
La Mève limite le territoire au sud et conflue dans la Verse à l'intersection de Bussy, Beaurains-lès-Noyon et Genvry.

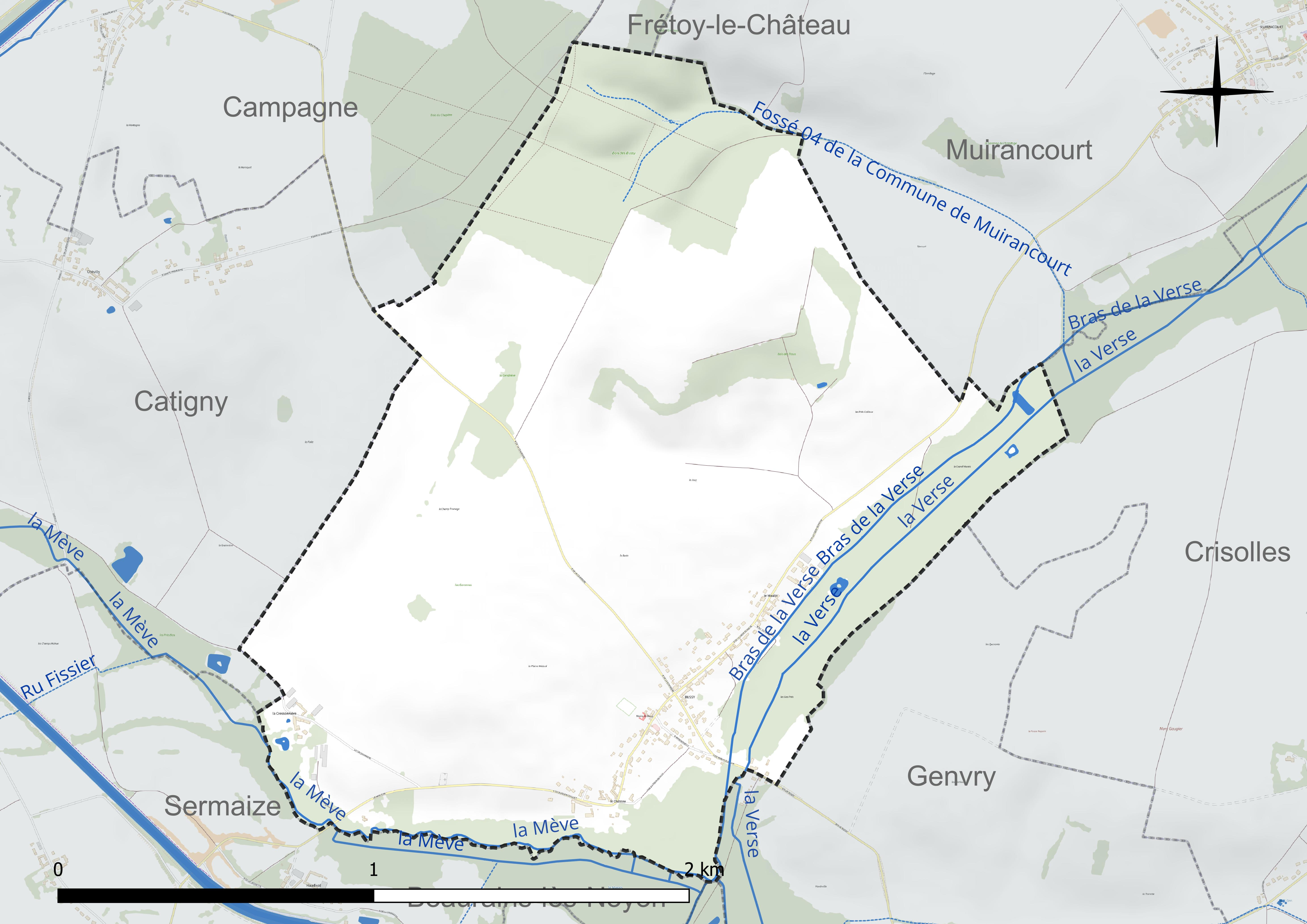
Réseau hydrographique de Bussy.

#### Gestion et qualité des eaux
Le territoire communal est couvert par le schéma d'aménagement et de gestion des eaux (SAGE) « Sensée ». Ce document de planification concerne un territoire de 1 013 km2 de superficie, délimité par le bassin versant de l'Oise moyenne. Le périmètre a été arrêté le 24 avril 2017 et le SAGE est, en 2024, encore en élaboration. La structure porteuse de l'élaboration et de la mise en œuvre est le syndicat mixte du SAGE Oise-Moyenne (SMOM).
La qualité des cours d'eau peut être consultée sur un site dédié géré par les agences de l'eau et l'Agence française pour la biodiversité.

### Climat
Pour des articles plus généraux, voir Climat des Hauts-de-France et Climat de l'Oise.
En 2010, le climat de la commune est de type climat océanique dégradé des plaines du Centre et du Nord, selon une étude du CNRS s'appuyant sur une série de données couvrant la période 1971-2000. En 2020, Météo-France publie une typologie des climats de la France métropolitaine dans laquelle la commune est exposée à un climat océanique et est dans la région climatique Nord-est du bassin Parisien, caractérisée par un ensoleillement médiocre, une pluviométrie moyenne régulièrement répartie au cours de l'année et un hiver froid (3 °C).
Pour la période 1971-2000, la température annuelle moyenne est de 10,6 °C, avec une amplitude thermique annuelle de 14,9 °C. Le cumul annuel moyen de précipitations est de 699 mm, avec 11,3 jours de précipitations en janvier et 8,8 jours en juillet. Pour la période 1991-2020, la température moyenne annuelle observée sur la station météorologique la plus proche, située sur la commune de Chauny à 17 km à vol d'oiseau, est de 11,1 °C et le cumul annuel moyen de précipitations est de 709,9 mm,. Pour l'avenir, les paramètres climatiques de la commune estimés pour 2050 selon différents scénarios d'émission de gaz à effet de serre sont consultables sur un site dédié publié par Météo-France en novembre 2022.

## Urbanisme

### Typologie
Au 1er janvier 2024, Bussy est catégorisée commune rurale à habitat dispersé, selon la nouvelle grille communale de densité à sept niveaux définie par l'Insee en 2022.
Elle est située hors unité urbaine. Par ailleurs la commune fait partie de l'aire d'attraction de Noyon, dont elle est une commune de la couronne,. Cette aire, qui regroupe 38 communes, est catégorisée dans les aires de moins de 50 000 habitants,.

### Occupation des sols

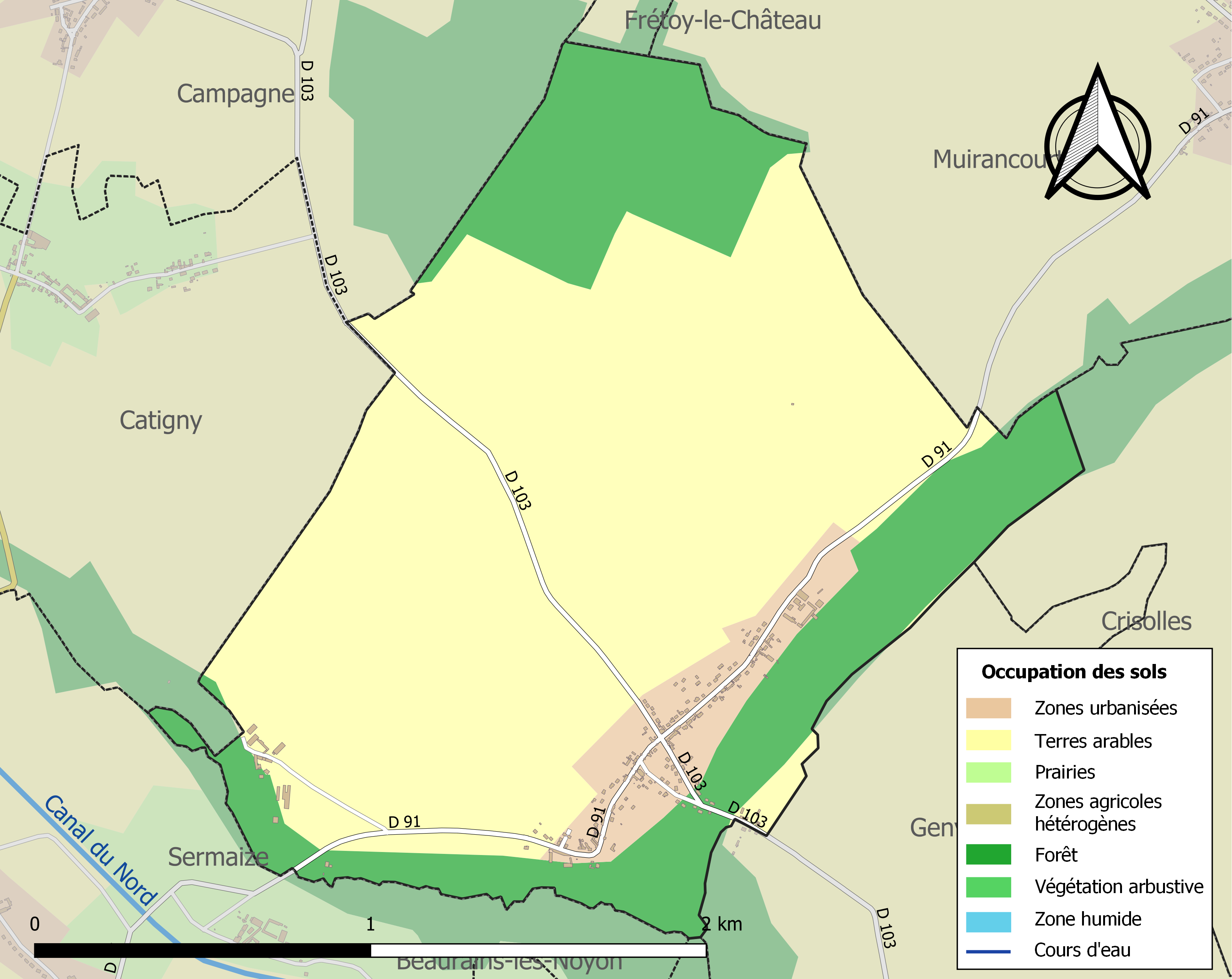
Carte des infrastructures et de l'occupation des sols de la commune en 2018 (CLC).

L'occupation des sols de la commune, telle qu'elle ressort de la base de données européenne d'occupation biophysique des sols Corine Land Cover (CLC), est marquée par l'importance des territoires agricoles (67,9 % en 2018), une proportion identique à celle de 1990 (67,9 %). La répartition détaillée en 2018 est la suivante : 
terres arables (67,9 %), forêts (25,6 %), zones urbanisées (6,5 %). L'évolution de l'occupation des sols de la commune et de ses infrastructures peut être observée sur les différentes représentations cartographiques du territoire : la carte de Cassini (XVIIIe siècle), la carte d'état-major (1820-1866) et les cartes ou photos aériennes de l'IGN pour la période actuelle (1950 à aujourd'hui).

### Habitat et logement
En 2018, le nombre total de logements dans la commune était de 120, alors qu'il était de 111 en 2013 et de 112 en 2008.
Parmi ces logements, 95 % étaient des résidences principales, 0,8 % des résidences secondaires et 4,1 % des logements vacants. Ces logements étaient pour 98,3 % d'entre eux des maisons individuelles et pour 0,9 % des appartements.
Le tableau ci-dessous présente la typologie des logements à Bussy en 2018 en comparaison avec celle de l'Oise et de la France entière. Une caractéristique marquante du parc de logements est ainsi une proportion de résidences secondaires et logements occasionnels (0,8 %) inférieure à celle du département (2,5 %) mais supérieure à celle de la France entière (9,7 %). Concernant le statut d'occupation de ces logements, 87,4 % des habitants de la commune sont propriétaires de leur logement (88,1 % en 2013), contre 61,4 % pour l'Oise et 57,5 pour la France entière.
| Typologie                                               | Bussy | Oise | France entière |
| ------------------------------------------------------- | ----- | ---- | -------------- |
| Résidences principales (en %)                           | 95    | 90,4 | 82,1           |
| Résidences secondaires et logements occasionnels (en %) | 0,8   | 2,5  | 9,7            |
| Logements vacants (en %)                                | 4,1   | 7,1  | 8,2            |

### Voies de communication et transports
La commune est desservie, en 2023, par les lignes 679, 680 et 6308 du réseau interurbain de l'Oise.

## Toponymie
La localité a été désignée comme Bucy ou  Buci (Bucedrium).
Du latin buxus « buis » et du suffixe latin -utum ; « ensemble de buis ».

## Histoire
Louis Graves indiquait que « ce lieu est ancien ; l'église en  fut donnée vers 987.par Lindulphe, évêque de Noyon, à l'abbaye Saint-Éloi ».
La commune de Bussy, instituée par la Révolution française, absorbe fugacement de 1828 à 1832 celle de Sermaize,.
En 1850, Bussy était propriétaire d'un presbytère, d'une école et de pâtures. On y trouvait un moulin à eau, un moulin à vent et une cendrière. Certains habitants tissaient des toiles de coton.

## Politique et administration

### Rattachements administratifs et électoraux

#### Rattachements administratifs
La commune se trouve depuis 1926 dans l'arrondissement de Compiègne du département de l'Oise.
Elle faisait partie depuis 1802 du canton de Guiscard. Dans le cadre du redécoupage cantonal de 2014 en France, cette circonscription administrative territoriale a disparu, et le canton n'est plus qu'une circonscription électorale.

#### Rattachements électoraux
Pour les élections départementales, la commune fait partie depuis 2014 du canton de Noyon
Pour l'élection des députés, elle fait partie de la sixième circonscription de l'Oise.

### Intercommunalité
Bussy est membre de la communauté de communes du Pays Noyonnais, un établissement public de coopération intercommunale (EPCI) à fiscalité propre créé en 1994 et auquel la commune avait transféré un certain nombre de ses compétences, dans les conditions déterminées par le code général des collectivités territoriales.

### Liste des maires
| Période                                  | Période                   | Identité          | Étiquette | Qualité |
| ---------------------------------------- | ------------------------- | ----------------- | --------- | --- |
| Les données manquantes sont à compléter. |                           |                   |           | |
| mars 2001                                | mars 2008                 | Pierre Boulnois,  |           | Syndicaliste agricole Vice-président de la CC du Pays noyonnais (2005 → 2008) Chevalier de la Légion d'honneur |
| mars 2008                                | mai 2020                  | Jean-Pierre Baros |           | Secrétaire de mairie-instituteur retraité                                                                      |
| mai 2020                                 | En cours (au 6 juin 2023) | Pascal Dollé      |           | Secrétaire administratif retraité Vice-président de la CC du Pays Noyonnais (2020 → )                          |

## Équipements et services publics
La mairie est réaménagée et une salle multi-activités est réalisée en 2020,.

### Enseignement
Les enfants de la commune sont scolarisés avec ceux de Catigny, Sermaize, Campagne, Genvry et Beaurains-les-Noyon, un regroupement pédagogique intercommunal (RPI) formé en 2021 par le regroupement de deux anciens syndicats, permettant d'offrir des services de cantine et d'accueil périscolaire à certaines communes qui en étaient  jusqu'alors dépourvues et se protéger d'éventuelles fermetures de classes, les écoles de Sermaize et de Beaurains n'accueillant auparavant que 13 élèves chacune,.

## Population et société

### Démographie

#### Évolution démographique
L'évolution du nombre d'habitants est connue à travers les recensements de la population effectués dans la commune depuis 1793. Pour les communes de moins de 10 000 habitants, une enquête de recensement portant sur toute la population est réalisée tous les cinq ans, les populations de référence des années intermédiaires étant quant à elles estimées par interpolation ou extrapolation. Pour la commune, le premier recensement exhaustif entrant dans le cadre du nouveau dispositif a été réalisé en 2005.

En 2022, la commune comptait 308 habitants, en évolution de −5,23 % par rapport à 2016 (Oise : +0,87 %, France hors Mayotte : +2,11 %).
| 1793 | 1800 | 1806 | 1821 | 1831 | 1836 | 1841 | 1846 | 1851 |
| ---- | ---- | ---- | ---- | ---- | ---- | ---- | ---- | ---- |
| 215  | 235  | 278  | 258  | 531  | 282  | 256  | 262  | 245  |

| 1856 | 1861 | 1866 | 1872 | 1876 | 1881 | 1886 | 1891 | 1896 |
| ---- | ---- | ---- | ---- | ---- | ---- | ---- | ---- | ---- |
| 227  | 240  | 235  | 216  | 223  | 221  | 199  | 192  | 218  |

| 1901 | 1906 | 1911 | 1921 | 1926 | 1931 | 1936 | 1946 | 1954 |
| ---- | ---- | ---- | ---- | ---- | ---- | ---- | ---- | ---- |
| 191  | 182  | 184  | 113  | 140  | 134  | 136  | 156  | 154  |

| 1962 | 1968 | 1975 | 1982 | 1990 | 1999 | 2005 | 2006 | 2010 |
| ---- | ---- | ---- | ---- | ---- | ---- | ---- | ---- | ---- |
| 138  | 127  | 121  | 179  | 225  | 246  | 282  | 299  | 311  |

| 2015 | 2020 | 2022 | - | - | - | - | - | - |
| ---- | ---- | ---- | - | - | - | - | - | - |
| 324  | 310  | 308  | - | - | - | - | - | - |

Le pic de population constaté en 1831 correspond à la période où Bussy et Sermaize ont été fusionnées.

#### Pyramide des âges
La population de la commune est relativement jeune.
En 2018, le taux de personnes d'un âge inférieur à 30 ans s'élève à 39,0 %, soit au-dessus de la moyenne départementale (37,3 %). À l'inverse, le taux de personnes d'âge supérieur à 60 ans est de 19,0 % la même année, alors qu'il est de 22,8 % au niveau départemental.
En 2018, la commune comptait 163 hommes pour 156 femmes, soit un taux de 51,1 % d'hommes, largement supérieur au taux départemental (48,89 %).
Les pyramides des âges de la commune et du département s'établissent comme suit.
| Hommes | Classe d’âge | Femmes |
| ------ | ------------ | ------ |
| 0,0    | 90 ou +      | 0,0    |
| 5,1    | 75-89 ans    | 6,6    |
| 13,9   | 60-74 ans    | 12,5   |
| 22,2   | 45-59 ans    | 28,3   |
| 15,2   | 30-44 ans    | 18,4   |
| 22,2   | 15-29 ans    | 12,5   |
| 21,5   | 0-14 ans     | 21,7   |

| Hommes | Classe d’âge | Femmes |
| ------ | ------------ | ------ |
| 0,5    | 90 ou +      | 1,4    |
| 5,5    | 75-89 ans    | 7,6    |
| 15,6   | 60-74 ans    | 16,3   |
| 20,8   | 45-59 ans    | 20     |
| 19,4   | 30-44 ans    | 19,4   |
| 17,6   | 15-29 ans    | 16,2   |
| 20,6   | 0-14 ans     | 19,1   |

## Culture locale et patrimoine

### Lieux et monuments
L'église Saint-Laurent date de 1849. De style néo-classique, elle est construite en briques et pierre sur soubassement de grès, et comprend une nef de quatre travées avec bas-côtés, terminée par un chœur à chevet plat. À l'intérieur, son volume est très dégagé supporté par des grandes arcades en cintre surbaissé retombant sur des piles circulaires légèrement galbées par l'intermédiaire de chapiteaux doriques. La façade est dotée d'un pignon triangulaire
Un graffiti représentant la Croix de lorraine et l'étoile de l'armée américaine et la date du 2 septembre 1944  a été gravé ce jour-là par un soldat américain ou par des résistants restés anonymes sur le porche d'un bâtiment à la sortie du village. Une plaque inaugurée en 2019 rappelle ce vestige des combats de la Libération de la France.
Le sentier de grande randonnée de pays Tour du Noyonnais passe le long des limites est et sud de la commune.

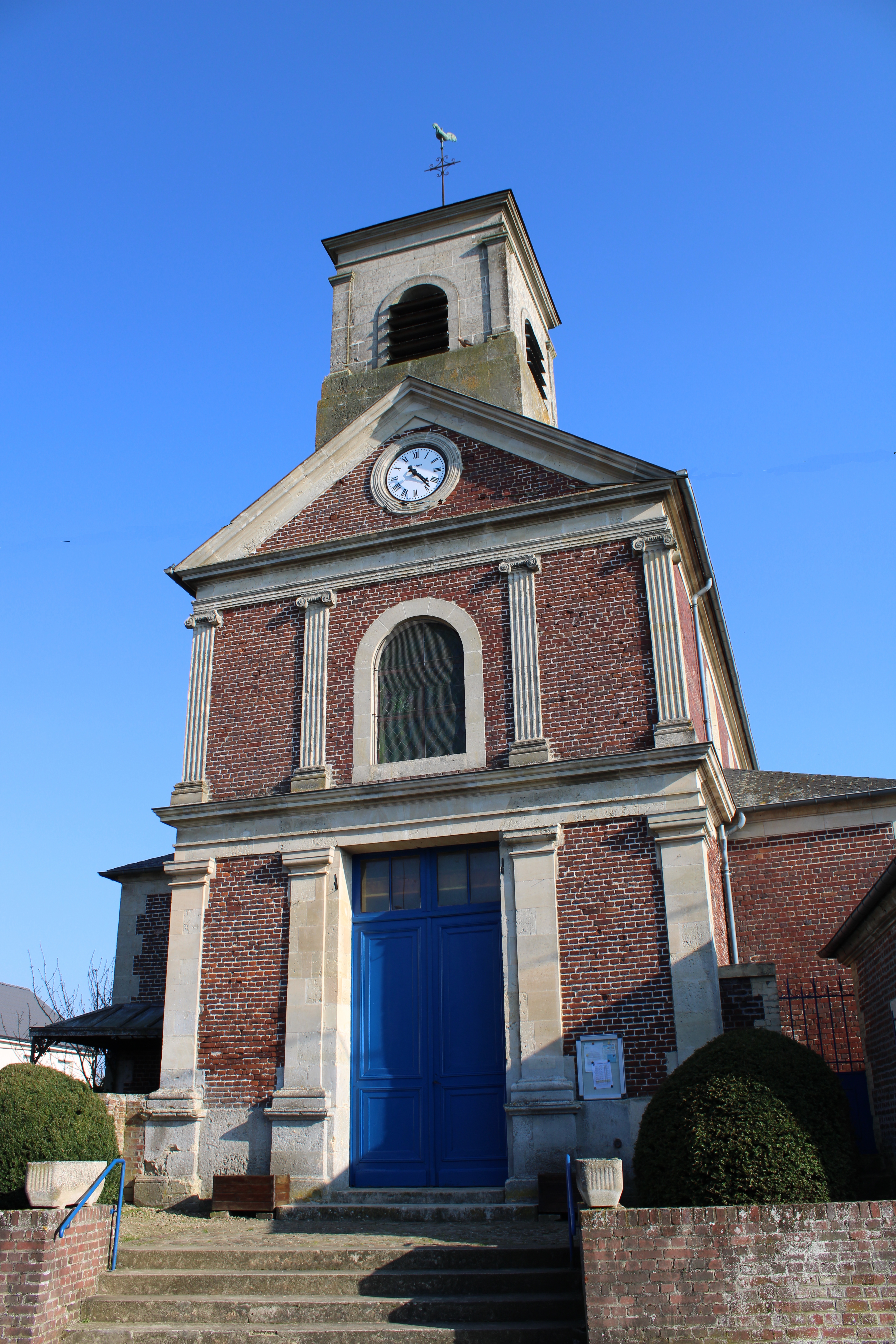
Façade de l'église
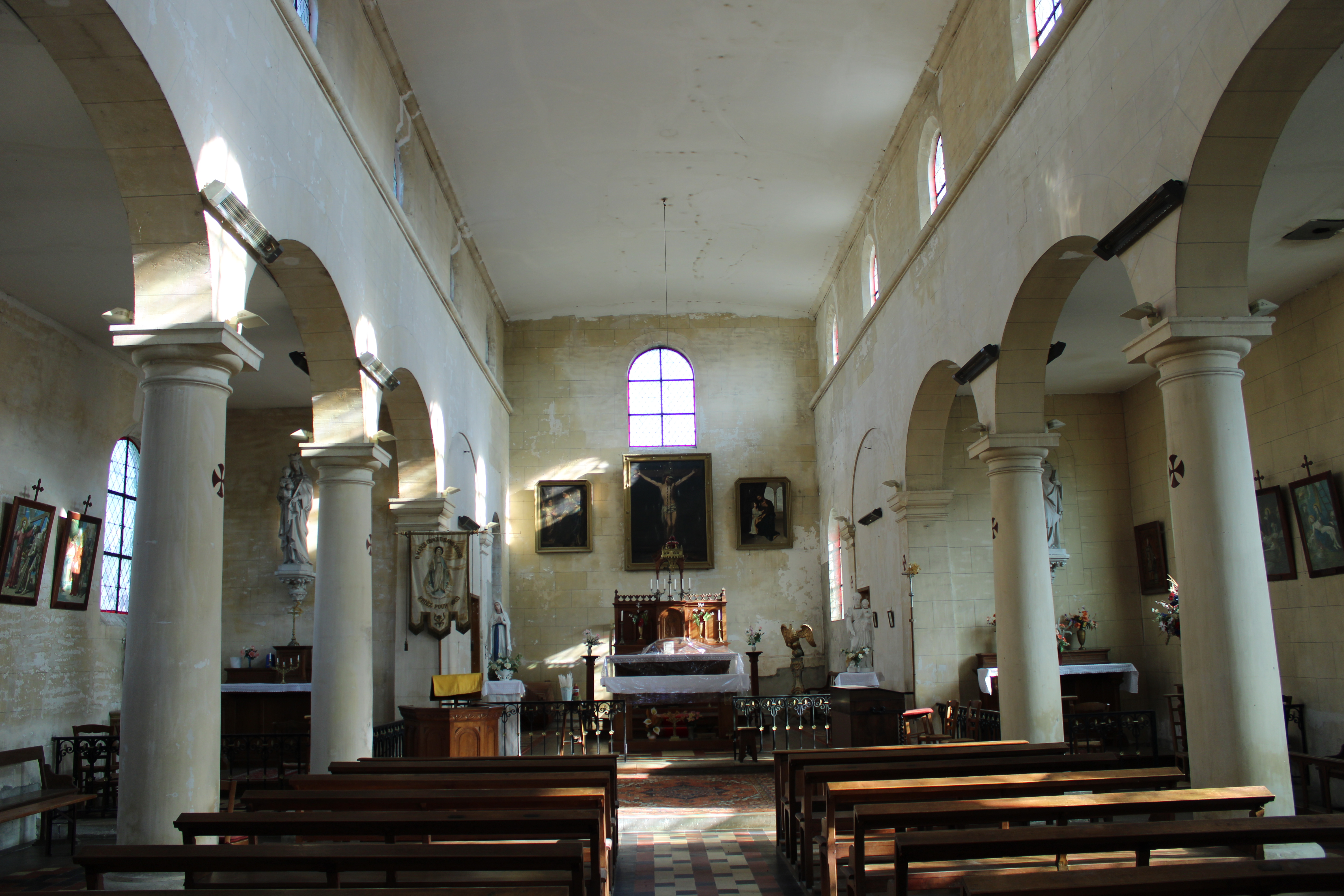
Intérieur de l'église
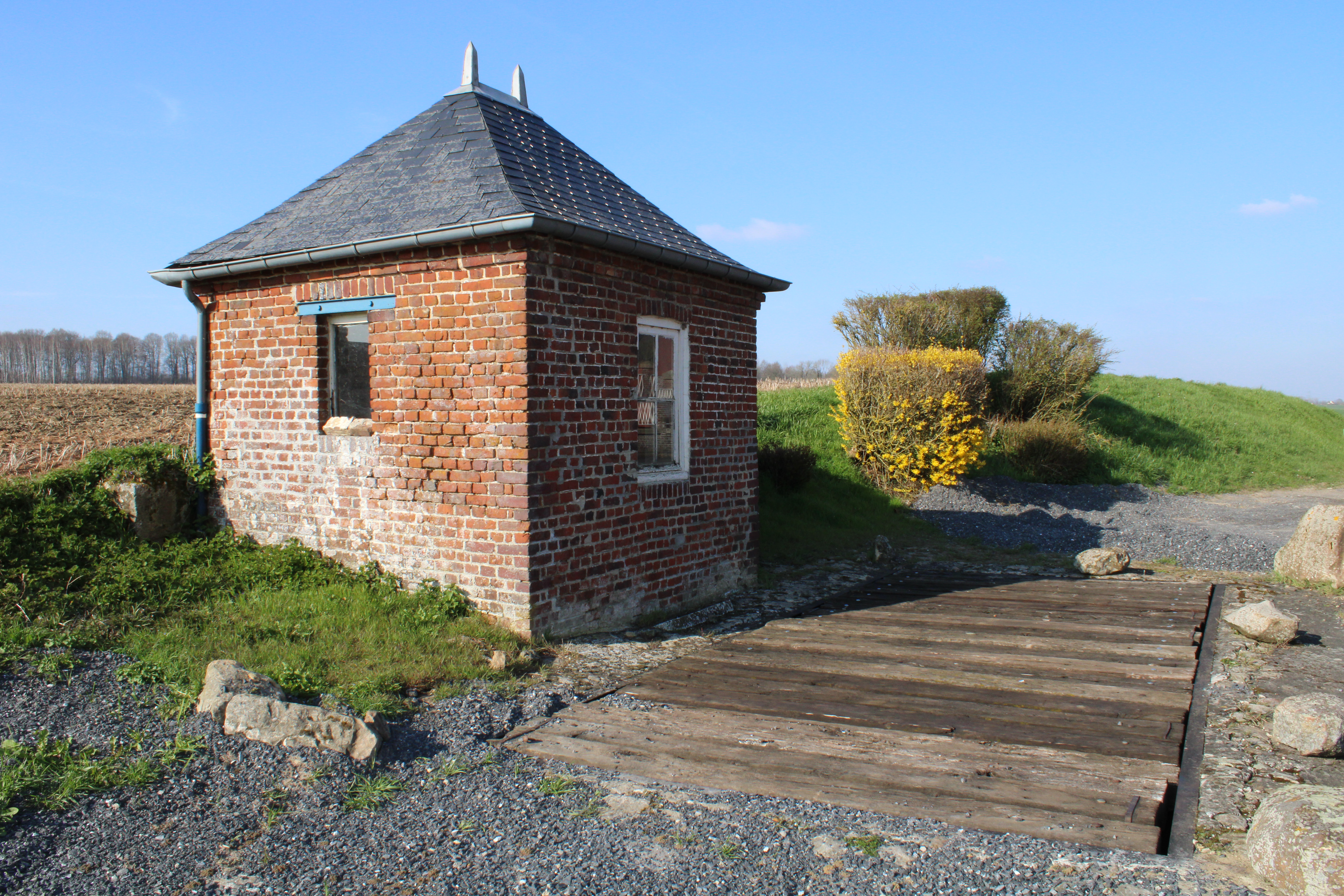
Ancienne bascule.
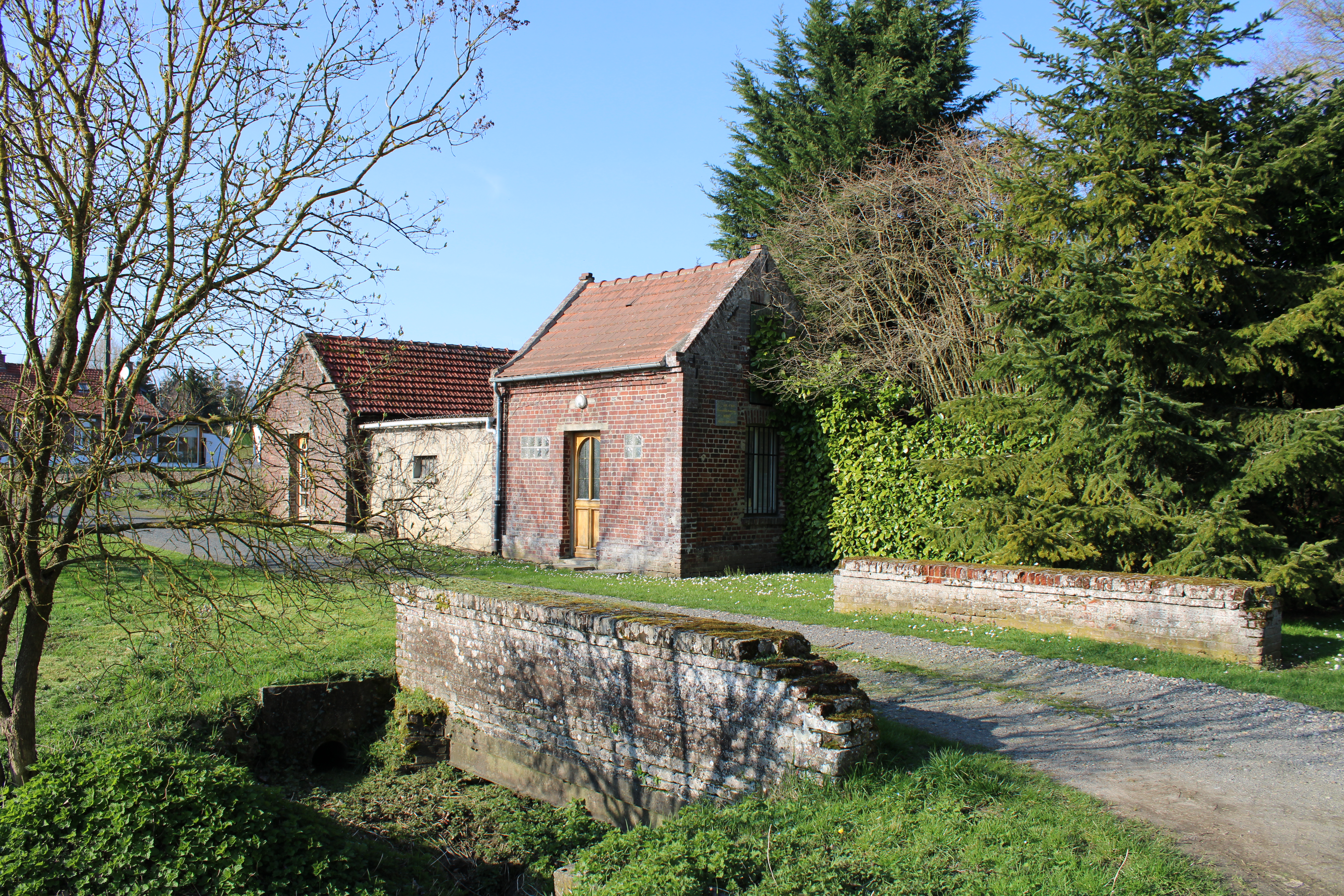
Le jeu d'arc
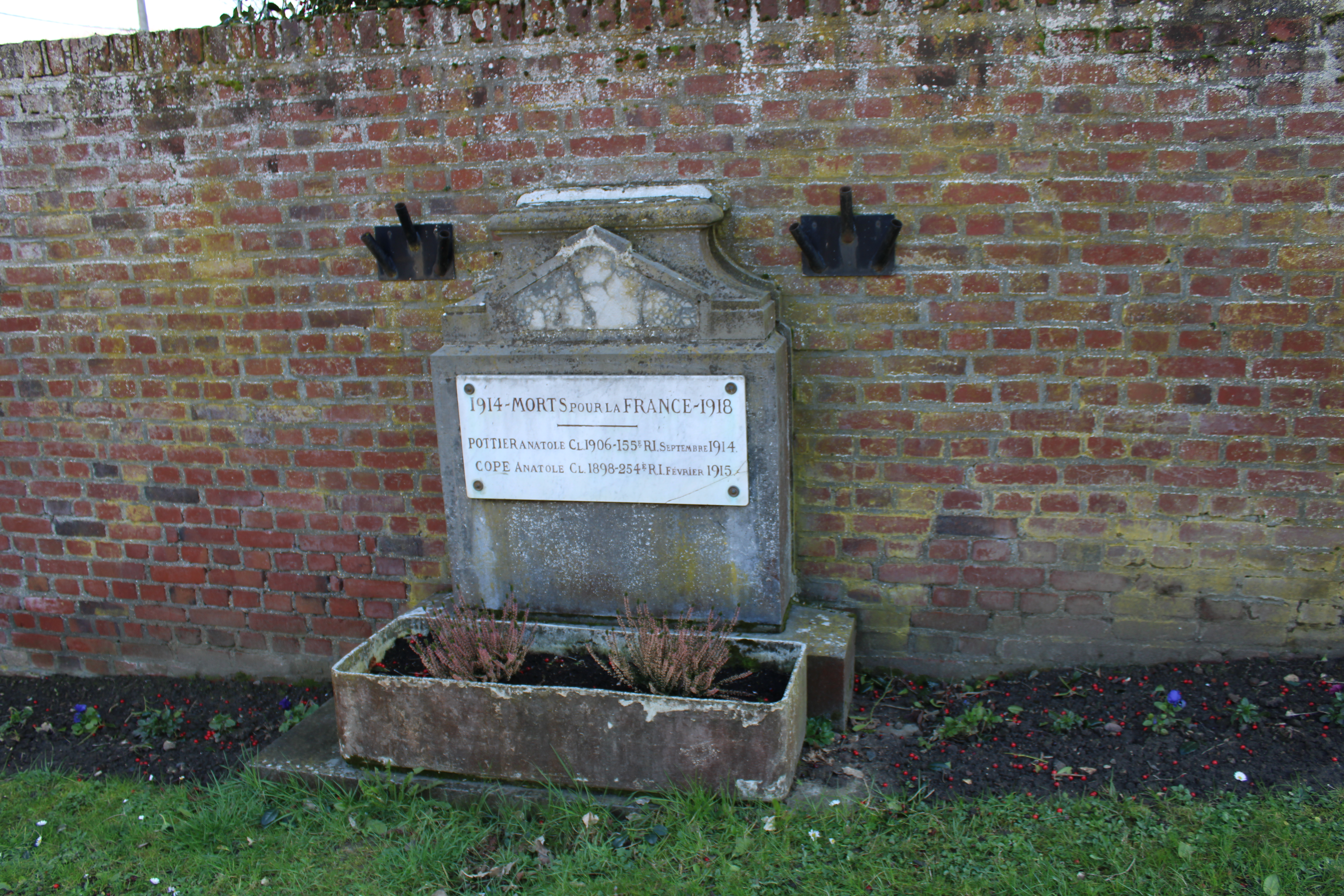
Le monument aux morts

### Héraldique
| Blason de Bussy | Blason  | De gueules à la fasce denchée d'argent, au nuage du même mouvant de la pointe, à l'arc d'or cordé de sable brochant en pal sur le tout, au chef échiqueté d'azur et d'or de deux tires. |
| Blason de Bussy | Détails | Le statut officiel du blason reste à déterminer. |